# Owen Bradley
William Owen Bradley (Westmoreland, 21 ottobre 1915 – Nashville, 7 gennaio 1998) è stato un produttore discografico statunitense.
Insieme a Chet Atkins, è stato uno dei promotori e fondatori del cosiddetto Nashville sound nell'ambito della musica country e rockabilly.